# Elefant von Cremona

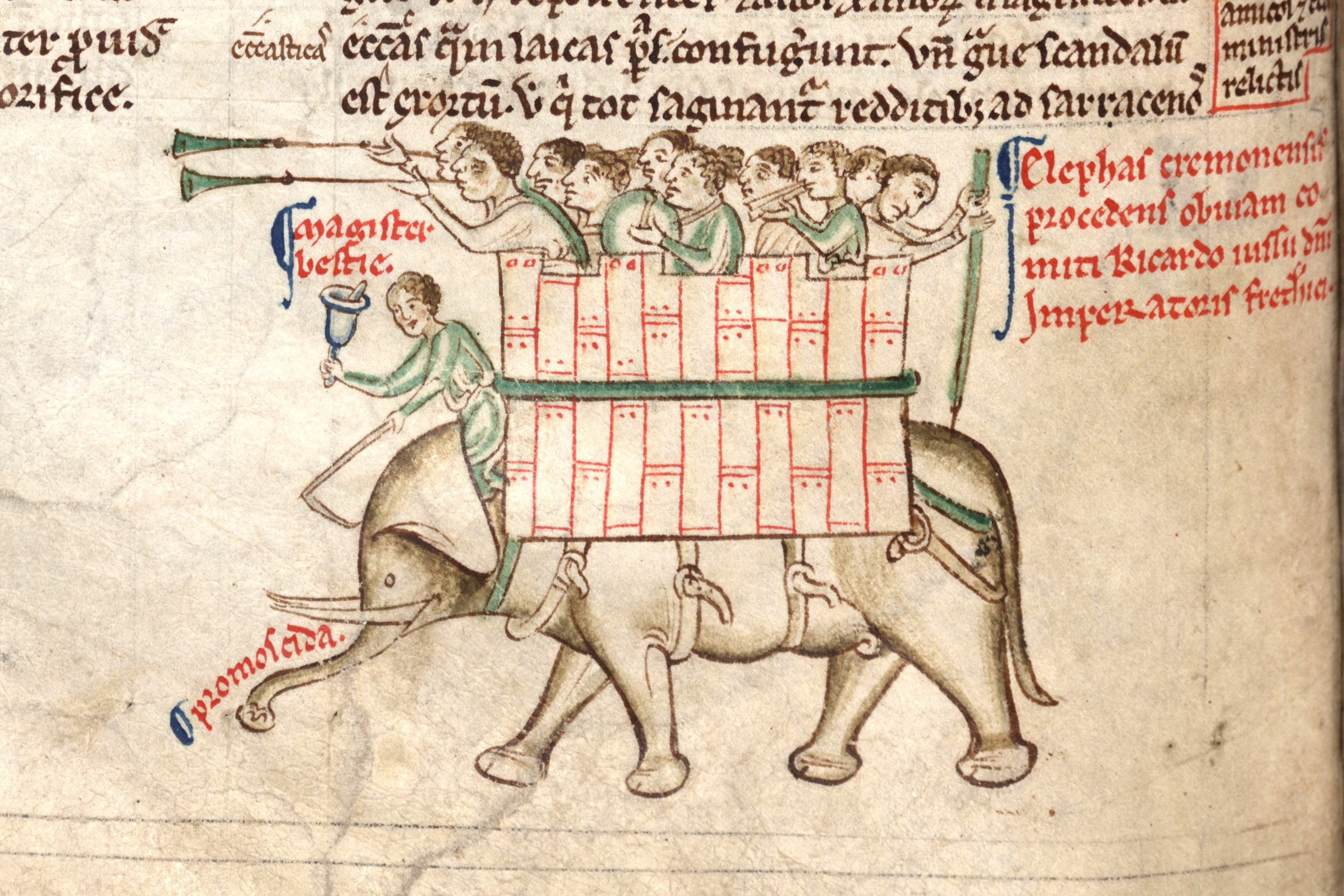
Illustration zur Prozession in Cremona aus Matthäus Paris’ Handschrift der Chronica Maiora, Teil II (Parker Library, MS 16 II, fol. 152v).
Bildlegende (rot):
Links: magister besti[a]e: „Meister des Tiers“; promoscida: „Rüssel“ (eigentlich proboscis, Akkusativ proboscida).
Rechts: Elephas cremonensis procedens obviam comiti Ricardo iussu domini (dni) Imperatoris Frederici (Frethici): „Elefant von Cremona, dem Grafen Richard entgegenschreitend auf Befehl seines Herrn, des Kaisers Friedrich“.

Der Elefant von Cremona (13. Jahrhundert, in der Literatur auch: Cremona-Elefant) begleitete den Stauferkaiser Friedrich II. auf seinen Triumphzügen.

## Herkunft und Leben
Im Jahre 1229 gelangte der Elefant in den Besitz des Kaisers, als diplomatisches Geschenk des Sultans Al-Kamil von Ägypten. Er soll seinen Besitzer bei seinen Unternehmungen begleitet und sich über Jahrzehnte guter Gesundheit erfreut haben.
Anlässlich des Besuchs von Richard von Cornwall, Friedrichs Schwager, in Cremona im Jahre 1241, über den Matthäus Paris (1199–1259) in seiner Chronica Maiora ausführlich berichtet, erwähnt der Chronist auch einen Triumphzug: Als er nämlich sich Cremona näherte, kamen ihm die Einwohner fröhlich entgegen und führten den wunderbar aufgeputzten Elephanten des Kaisers, welcher einen hölzernen Turm trug, in dem einige Führer des Thieres sich befanden, die auf Hörnern bliesen und lustig in die Hände klatschten. Auch in den Annalen Cremonas, das traditionell kaisertreu war, wird über den Einsatz eines Elefanten berichtet, allerdings schon im Jahr 1237. Diese Berichte referieren ein Stück kurz zurückliegender Stadtgeschichte: Im Jahre 1237 war Friedrich II. kurz nach seinem Sieg über die Mailänder bei Cortenuova am 27./28. November 1237 nach Cremona gezogen. Dabei hatte den Einzug in die Stadt ein Elefant angeführt, der den carroccio zog, den erbeuteten Fahnenwagen mit den lombardischen Insignien, auf dem der Mailänder Podestà angebunden mitgeführt worden war.
Spätere Quellen werden von einem ähnlich beschriebenen Triumphzug mit Elefant in Mailand berichten. Im Jahre 1238 schickte der Kaiser einen Brief nach Rom, in dem er die Übersendung des besagten Fahnenwagens ankündigte. Folgt man der in der Literatur überwiegenden Interpretation der Passage in Paris’ Chronica, hat der Kaiser die Elefantenparade in Cremona 1237 zum Empfang des Schwagers im Jahre 1241 offenbar wiederholt.

## Bedeutung
Der Cremona-Elefant ist nach Abul Abbas, dem Elefanten Karls des Großen, und gut 400 Jahren der erste weitere in Europa durch zeitgenössische Quellen belegte Elefant. Ein zweites im 13. Jahrhundert nachgewiesenes Exemplar, der Elefant Ludwigs IX. von Frankreich, wurde im Jahre 1255, kaum dass er als Souvenir aus dem Heiligen Land in Frankreich angekommen war, sogleich von seinem Besitzer nach England weitergereicht. Der Elefant Friedrichs II. war indes der einzige, der nachweislich im Hochmittelalter den Boden des Heiligen Römischen Reiches betreten hat.